# Victor Samuel Summerhayes
Victor Samuel Summerhayes (Street, Somerset, 21 de fevereiro de 1897 — 27 de dezembro de 1974) foi um botânico inglês.